# K.u.k. Adjutanten

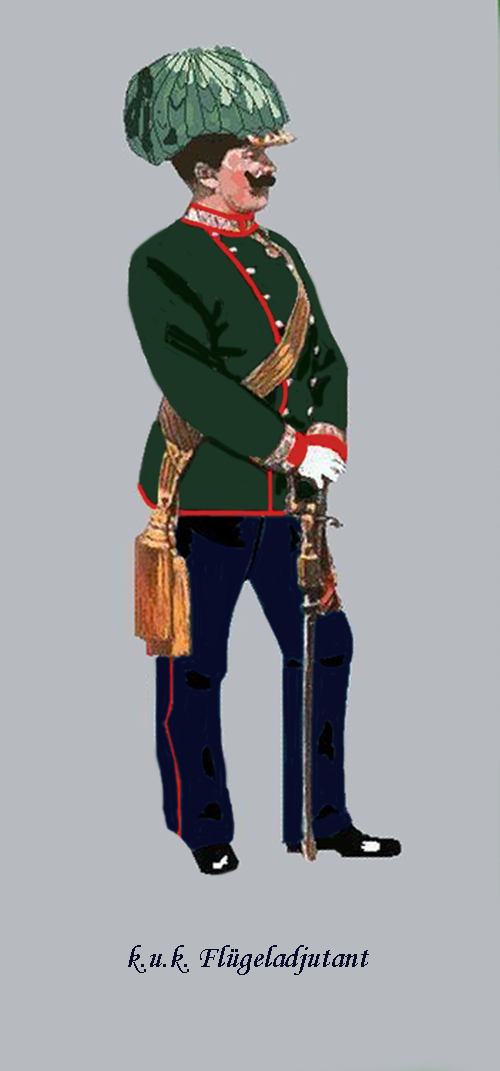
Flügeladjutant S.M. des Kaisers

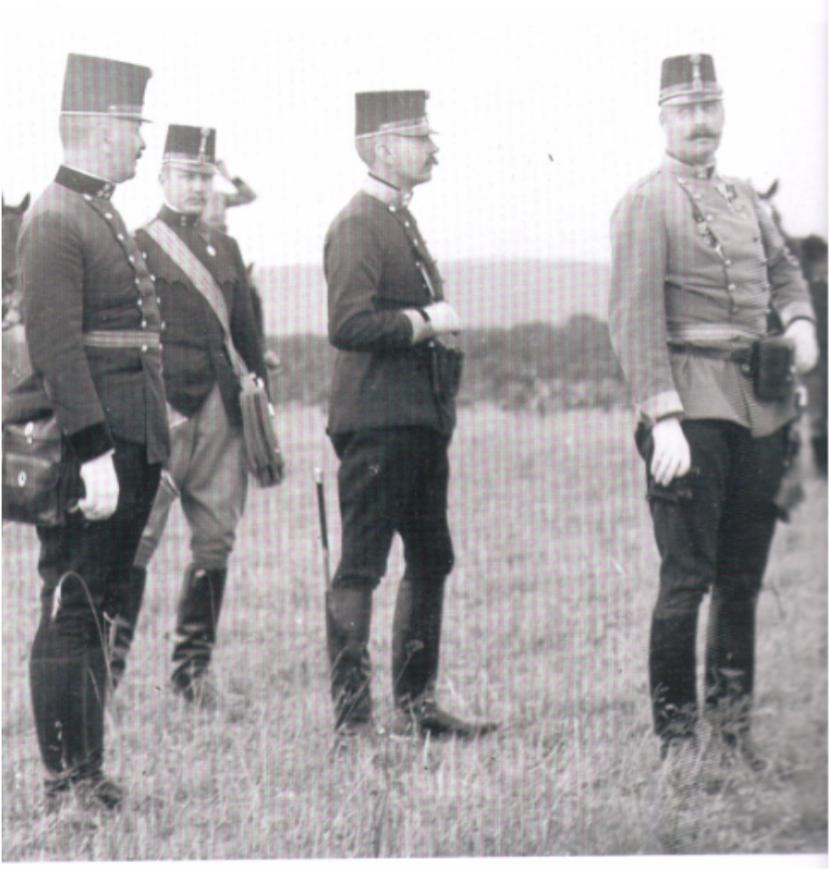
Ordonnanzoffizier (2.v.l.) S.K.H. des Erzherzog Leopold Salvator (r.)

In der Armee Österreich-Ungarns existierten verschiedene Gruppen von Adjutanten, die sich wie folgt gliederten:
- die Generaladjutanten
- die Flügeladjutanten
- die Personaladjutanten
- die Ordonnanzoffiziere

## Verwendung
Zur Dienstleistung bei S. M. dem Kaiser wurden die Generaladjutanten (nur Generäle) und die Flügeladjutanten (nur Stabsoffiziere) verwendet. Ebenso standen dem Reichskriegsminister zwei Flügeladjutanten zu (ein Major und ein Hauptmann oder Rittmeister). Des Weiteren konnte jeder Feldmarschall, jeder Generaltruppeninspektor und der Erzherzog-Thronfolger über einen Flügeladjutanten im Stabsdienstrang verfügen. Dem Chef des Generalstabes, und den Korpskommandanten war je ein Oberoffizier als Personaladjutant zugewiesen. Der erste Generaladjutant des Kaisers hatte einen Hauptmann oder Oberleutnant als Ordonnanzoffizier, ebenso die Erzherzöge soweit sie sich im aktiven Militärdienst befanden.

„Zur Dienstleistung bei S. M. dem Kaiser wurden die Generaladjutanten (nur Generäle) und die Flügeladjutanten (nur Stabsoffiziere) verwendet. Traditionell absolvierten die Flügeladjutanten ihren Dienst als Turnusdienst. Aus den verschiedenen Waffengattungen des kaiserlichen Heeres wurden in Frage kommende fleißige Militärs ausgewählt und dem Kaiser zur Wahl gegeben. Die Adjutanten waren dann in ihrem zwei- bis dreijährigem Dienst immer dem Kaiser zugeteilt, bildeten seine ständige Begleitung, regelten bzw. überwachten das Tagesprogramm und die Audienzen und waren für den persönlichen Aktenlauf zwischen dem Kriegsministerium und dem Kaiser verantwortlich. Der Dienst bei Kaiser Franz Joseph begann für die Flügeladjutanten schon um drei Uhr morgens in voller Montur, weil der Kaiser sehr früh aufstand. Nach dem kaiserlichen Frühstück meldete sich der Adjutant beim Kaiser und legte aktuelle Meldungen und das Tagesprogramm vor. Der Dienst beim Kaiser galt als sehr anstrengend, verantwortungsvoll und ehrenhaft. Erster Generaladjutant bei Kaiser Franz Joseph war viele Jahre Graf Eduard Paar.“

## Uniform
Adjustierung der Generaladjutanten
Die Generaladjutanten trugen einen Stulphut mit einem Busch aus grünen Geierfedern, entsprechend dem des Generals in deutscher Uniform. Gleiches galt für die Feldkappe. Rock und Bluse bestanden aus dunkelgrünem Tuch, ausgestattet mit einer goldenen, schwarzmelierten Achselschlinge. Auf der linken Achsel befand sich ein kleiner Knopf der die Feldbinde fixierte. Bei scharlachroter Egalisierungsfarbe hatte der Rock zwei Reihen von gelben Knöpfen in Generalsdessin. Die Pantalons zur Gala bestanden aus dunkelgrünem Tuch und waren mit Goldborten ausgestattet. Zur Dienstuniform waren die Pantalons dagegen Blaugrau gehalten und hatten an den Hosennähten je zwei scharlachrote Lampassen (Stoffstreifen).  Die übrige Ausrüstung und Adjustierung war gleich der der Infanterieoffiziere.
Adjustierung der Flügeladjutanten

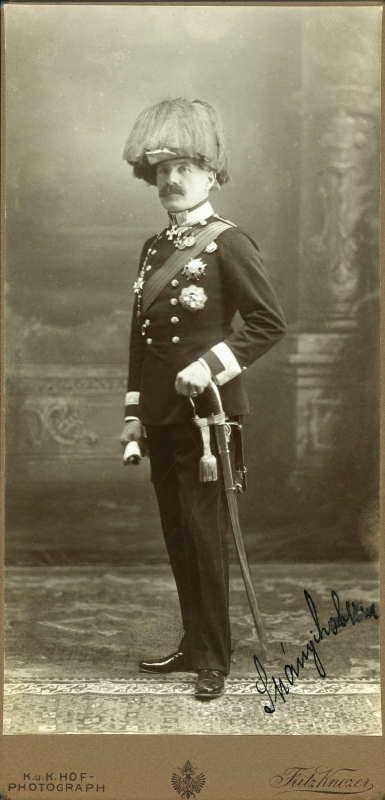
Adalbert Spányik von Dömeháza in der Uniform eines Flügeladjutanten des Kaisers

Kopfbedeckung, Rock und Bluse entsprachen dem der Generaladjutanten. Flügeladjutanten des Kaisers hatten weiße Knöpfe im Generalsdessin, alle anderen Flügeladjutanten gelbe Knöpfe. Der Mantel und die Pantalons waren aus blaugrauem Tuch gefertigt und mit scharlachroten Parolis und Passepoils ausgestattet. Alles andere an der Uniform und Bewaffnung richtete sich nach dem Vorbild der Infanterieoffiziere.
Personaladjutanten und Ordonnanzoffiziere
Diese trugen weiterhin die Uniform ihres Truppenteils, zusätzlich dazu die Feldbinde als Zeichen ihrer Dienststellung. Die Feldbinde wurde von allen betroffenen Offizieren in voller Breite von der rechten Schulter zur linken Hüfte getragen.